# Chirocephalus ruffoi
Chirocephalus ruffoi är en kräftdjursart som beskrevs av Cottarelli och Mura 1984. Chirocephalus ruffoi ingår i släktet Chirocephalus och familjen Chirocephalidae. Inga underarter finns listade i Catalogue of Life.